# Sinopanorpa
A  Sinopanorpa az ízeltlábúak törzsének, a rovarok osztályának csőrösrovarok (Mecoptera) rendjébe és a skorpiólegyek (Panorpidae) családjába tartozó nem.

## Rendszerezés
A nembe az alábbi fajok tartoznak:
- Sinopanorpa digitiformis Huang et Hua in Cai, Huang et Hua, 2008
- Sinopanorpa nangongshana Cai and Hua in Cai, Huang and Hua, 2008
- Sinopanorpa tincta (Navás, 1931)